# Edward Lorenz
Edward Lorenz (anglès: Edward Norton Lorenz)  (West Hartford, 23 de maig de 1917 - Cambridge, 16 d'abril de 2008) va ser un matemàtic i meteoròleg americà, pioner de la teoria del caos.

## Biografia
Tot i que sempre li havia interessat la meteorologia, va entrar a la universitat a estudiar matemàtiques. Després de graduar-se l'any 1938 i acabar un post-grau a Harvard el 1940, la seva idea era acabar el doctorat, també en matemàtiques, però els seus plans inicials es van estroncar amb l'entrada dels Estats Units a la Segona Guerra Mundial, l'any 1941.
Fou llavors quan entrà al programa de meteorologia de l'Institut Tecnològic de Massachusetts (MIT) controlat en aquell temps per les forces aèries de l'exèrcit. Com que durant el primer curs va destacar com un estudiant brillant, a partir del curs següent ja exercia com a professor. El 1946, un cop acabada la guerra, va tornar a tenir temps per preparar la seva tesi doctoral en meteorologia, que defensà l'any 1948. A partir de llavors entrà al departament de meteorologia del MIT, on continuà la seva carrera. L'any 1987 es convertí en professor emèrit d'aquesta universitat.

## Carrera científica
A mitjans de la dècada de 1950, al MIT li oferiren la plaça d'un professor que havia marxat a treballar fora. Acceptant la vacant, també es feu càrrec del projecte que aquest professor havia iniciat: la predicció meteorològica amb mètodes estadístics. Lorenz discrepava de la idea que els mètodes lineals poguessin gairebé duplicar allò que els mètodes no-lineals eren capaços de fer. Per demostrar-ho, va confeccionar un sistema de 12 equacions que reproduïssin la variabilitat atmosfèrica, amb solucions no periòdiques.
Lorenz va voler estudiar aquest sistema amb més detall. En una ocasió, inicià els càlculs introduint a l'ordinador els nombres que s'havien imprès en un moment intermedi de la computació, i al cap d'una estona s'adonà que els nombres que sortien eren diferents als obtinguts la primera vegada. Com que les equacions i les condicions inicials eren les mateixes, les solucions haurien d'haver estat idèntiques. Al principi pensà que la discrepància era deguda a un mal funcionament de l'ordinador, però després s'adonà que els nombres impresos tenien una precisió de 3 decimals, mentre que la memòria de l'ordinador guardava internament una precisió superior, de 6 decimals. Per tant, un canvi inferior al 0,1% en el valor numèric de les condicions inicials tenien com a conseqüència un resultat final completament diferent.
Després de dedicar-se un temps a buscar un model més simple que el de 12 equacions, en va trobar un de 3 equacions que tenia un comportament similar al sistema inicial. Amb els resultats obtinguts a partir de córrer aquest model reduït publicà, l'any 1963, el cèlebre article Deterministic Nonperiodic Flow (Flux no periòdic determinista), al Journal of Atmospheric Sciences (Revista de Ciències Atmosfèriques), considerat un dels treballs fonamentals de la teoria del caos, i on apareix l'atractor de Lorenz. Tanmateix, l'article també discuteix els límits de la predictabilitat meteorològica:
Quan els nostres resultats […] s'apliquen a l'atmosfera […] indiquen que la previsió del futur suficientment distant és impossible per qualsevol mètode, llevat que les condicions del present es coneguin amb exactitud. Atès que les observacions meteorològiques són inevitablement incompletes i imprecises, la predicció a molt llarg termini semblaria ser inexistent.
En un article posterior, escrit l'any 1969, Lorenz descriu un model de l'atmosfera no lineal i estès en l'espai. D'aquí sorgeix la idea que les pertorbacions arbitràries de petita escala poden influenciar les pertorbacions a gran escala, i Lorenz utilitza la metàfora d'una gavina batent les seves ales. Més endavant, utilitzà un terme més poètic per batejar aquest comportament: l'efecte papallona.
La seva feina en diverses àrees de la meteorologia continuà els anys següents. El 1971 proposà alguns esquemes d'integració numèrica i discretització per al pronòstic del temps que encara s'utilitzen avui dia. L'any 1987 publicà un treball d'importància clau en el problema d'assimilació de dades en la meteorologia i l'oceanografia. El 1998 treballà en un projecte per escollir ubicacions a l'hora de registrar observacions que tinguessin especial utilitat per millorar els pronòstics meteorològics.